# Tovuz (Rayon)
Tovuz ist ein Rayon im Westen Aserbaidschans. Die Hauptstadt des Bezirks ist die Stadt Tovuz. Der Bezirk grenzt im Norden an Georgien, im Süden an Armenien. Er war im Juli 2020 vom aufflammenden Bergkarabachkonflikt 2020 betroffen.

## Geografie
Der Bezirk hat eine Fläche von 412 km². Die Region ist im Süden bergig, wo sie in den Kleinen Kaukasus übergeht, im Norden von Flachland dominiert. In der Region gibt es reiche Erz- und Edelmetallvorkommen, insbesondere Goldvorkommen.

## Bevölkerung
Die Einwohnerzahl beträgt 178.100 (Stand: 2021). 2009 lebten im Rayon 157.400 Menschen. Diese verteilen sich auf 113 Siedlungen.

## Wirtschaft
Die Region ist landwirtschaftlich geprägt. Es werden Wein, Gemüse, Obst und Getreide angebaut sowie Viehzucht betrieben.

## Kultur
Bei den Orten Qazqulu, Vahidli, Ağdam, Əlibeyli, Yanıqlı und Azadlı liegen antike Friedhöfe. Außerdem gibt es eine größere Anzahl an Mausoleen, Festungen und Türmen.

## Verkehr
Durch den Rayon verläuft die Fernstraße und die Eisenbahnstrecke nach Georgien.